# 卢鹤紱故居
卢鹤紱故居是核物理学家、中科院院士、有“中国核能之父”称号的卢鹤紱在天津的故居。该建筑建于1930年，位于当时的天津意租界的的里雅斯德道25号、26号（今河北区胜利路403号），该建筑目前为天津市文物保护单位和一般保护等级历史风貌建筑。

## 历史
卢鹤绂祖籍山东莱州，生于辽宁沈阳。1931年，卢鹤绂随父亲卢景贵迁居天津意租界，并在天津的河北省工业学院机电预科学习了一年。直到中华人民共和国成立初才搬离。1953年，卢景贵以3万元的价格将今北安道寓所卖给海员工会作宿舍，这里后来成了大杂院。

## 建筑介绍
卢鹤紱故居是上世纪二十年代末由其父卢景贵建造的一栋意式风格建筑，其主体两层，局部三层，带地下室，当年门牌是北安道25号、26号、19号，在2006年获迁腾修复。